# 2000000 głosów
2000000 głosów – trzeci singel zespołu L-Dópa z 2007 roku, na którym znajduje się 10 utworów, w tym 4 alternatywne wersje utworów z albumu Gra?, kontynuacja 1 utworu z tego albumu, 4 wersje koncertowe oraz 1 nowy utwór. Jest to pierwszy singiel promujący album Gra?

## Lista utworów
1. 2000000 głosów (radio)
2. Czarny niewolnik (instr.)
3. Lofix (live)
4. Tygrys Królewski
5. Zabiłem kolegę na Poligonie (live)
6. Wanna Wasermana (wersja hardkor)
7. Mackie Messer (live)
8. Historia Choroby Waleriana Piątka (dojczne szwajne werszyn)
9. Untitled (improwizacja – live)
10. ... w Pizdu

"Nagrania LIVE pochodzą z koncertu w Lublinie kiedyśtam w 2000 czy 2001 roku z klubu Graffiti."

## Skład
- Dr Yry
- Kabura Stachura
- Gziesiek
- Kazanovitsch
- Lipa
- Xero
- Materazzi
- Glazinho